# Orthetrum translatum
Orthetrum translatum är en trollsländeart som beskrevs av Aleksandr Nikolaevich Bartenev 1929. Orthetrum translatum ingår i släktet Orthetrum och familjen segeltrollsländor. Inga underarter finns listade i Catalogue of Life.